# Генерал Повітряних сил (США)

Погон генерала Повітряних сил США

Знак розрізнення генерала Повітряних сил США

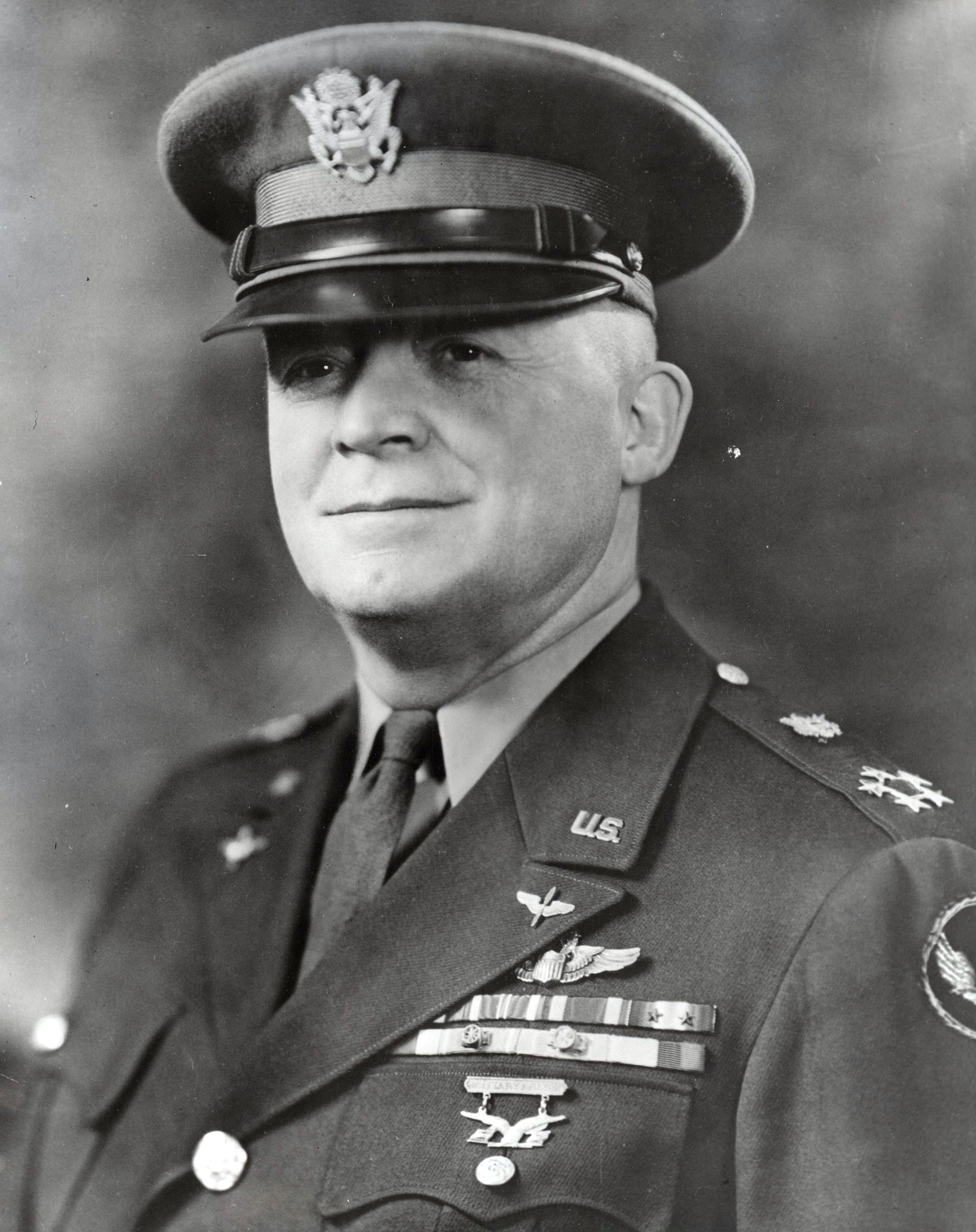
Єдиний удостоєний військового звання генерал Повітряних сил США Генрі Арнольд

Генера́л Повітряних сил (США) (англ. General of the Air Force (United States) — найвище військове звання вищого офіцерського складу у Повітряних силах США, так зване п'ятизіркове звання генералітету Збройних сил США, що присвоюється лише у воєнний час.
Вище за рангом ніж генерал, але умовно нижче ніж генерал армій США (англ. General of the Armies of the United States), найвищого військового звання у Збройних силах в історії США. В інших видах збройних сил США еквівалентне званням: генерал армії США (англ. General of the Army) та адмірал флоту (англ. Fleet Admiral (United States), а в арміях інших країн — званню фельдмаршал (головний маршал авіації).

## Історія
21 грудня 1944 року публічним законом № 282 78-м Конгресом Сполучених Штатів головнокомандувачу повітряних сил армії США Генрі Арнольду було присвоєне військове звання генерала армії США.
7 травня 1949 генералу армії Г.Арнольду публічним законом № 58 81-м Конгресом Сполучених Штатів було офіційне присвоєне нове звання генерала Повітряних сил США.
За часів Холодної війни була вжита спроба присвоїти це звання генералу Кертісу Лемей, командувачу Стратегічного повітряного командування ВПС США, з подальшим правом надавати цей ранг начальнику штабу Повітряних сил країни. Однак, ця пропозиція не була затверджена через чітке визначення порядку присвоєння військового звання генерал ПС США — тільки в разі ведення війни державою.